# Celal ile Ceren
Celal ile Ceren (dt. Celal und Ceren) ist eine türkische Filmkomödie, die am 18. Januar 2013 in die türkischen Kinos kam.

## Handlung
Celal und Ceren sind seit sechs Jahren ein Paar. Als Celal ankündigt, am Junggesellenabschied eines Freundes im Istanbuler Stadtteil Aksaray teilzunehmen, und seiner Verlobten Ceren explizit ankündigt, was er dort zu machen gedenkt, droht sie ihm mit Trennung. Celal geht trotzdem hin, und als später einer der Freunde Partyvideos auf Facebook einstellt, in der Celal betrunken mit Frauen tanzt und Ceren beleidigt, vollzieht diese die Trennung. Zunächst erfreut sich Celal an seiner neu gewonnenen Freiheit, möchte nach einigen Misserfolgen aber wieder zu Ceren zurück und lässt sich dazu allerhand einfallen. Was in der Handlungsbeschreibung durchaus wie eine Romantic Comedy klingt, ist auf Dialogebene eine von Zoten und Sexismen durchtränkte Klamotte. Am Ende kommt es nach einigem Hin und Her zur Hochzeit von Celal und Ceren. Celal aber kündigt auf der Feier gegenüber seinen Freunden an, dass er seinen Junggesellenabschied nachträglich wiederum in Aksaray begehen möchte.

## Kritik und Rezeption
Der Film wurde wegen seines sexistischen Weltbildes stark kritisiert. Den bisher über 30.000 Nutzerbewertungen in der Internet Movie Database zufolge gehört Celal ile Ceren zu den hundert schlechtesten Filmen aller Zeiten. Trotz der vehementen Verrisse türkischer Filmkritiker zog die Komödie ein Massenpublikum an, schon in der zweiten Woche nach der Premiere verzeichnete er 1,5 Millionen Zuschauer.